# La voce del padrone
La voce del padrone è stata una casa discografica italiana, emanazione della britannica His Master's Voice. La sede si trovava a Milano. Fu attiva con questo nome dal 1931 al 1967. Venne fondata in Italia dalle due case discografiche britanniche His Master's Voice e Columbia Graphophone Company, in collaborazione con un'azienda italiana, la Marconiphone, che crearono il gruppo VCM.

## Storia
Sin dal 1904 i dischi della His Master's Voice venivano pubblicati e distribuiti in Italia dalla Saif (Società Anonima Italiana di Fonotipia), con sede a Milano.. La casa discografica britannica si chiamava, in realtà, Gramophone Company, ma a causa del celebre dipinto di Francis Barraud His Master's Voice (La voce del padrone) che ritrae il cagnolino Nipper mentre ascolta un grammofono, usato come marchio nell'etichetta, assunse presto questa denominazione ufficiosa.
Poiché nel 1931 la His Master's Voice e la Columbia Graphophone Company si fusero dando vita alla EMI, anche in Italia avvenne la stessa operazione tra la Saif e la SNG (Società Nazionale del Grammofono, fondata nel 1912 da Alfredo Bossi, pubblicava in Italia i dischi della Columbia), con il coinvolgimento di un terzo partner, la Marconiphone, azienda italiana specializzata nella produzione di apparecchi radiofonici (ciò perché la EMI inglese aveva intenzione di espandersi in questo mercato), che già era presente nel mondo musicale distribuendo in Italia i dischi dell'etichetta francese Pathé.
Il nome dell'azienda in Italia fu VCM (sigla di Voce del Padrone - Columbia - Marconiphone), e questa denominazione restò fino alla fine del 1967, quando fu trasformata in EMI Italiana; la sede fu stabilita a Milano, in via Domenichino 14 (più tardi venne trasferita in piazza Cavour 2), e il direttore fu Aldo Mario De Luigi.

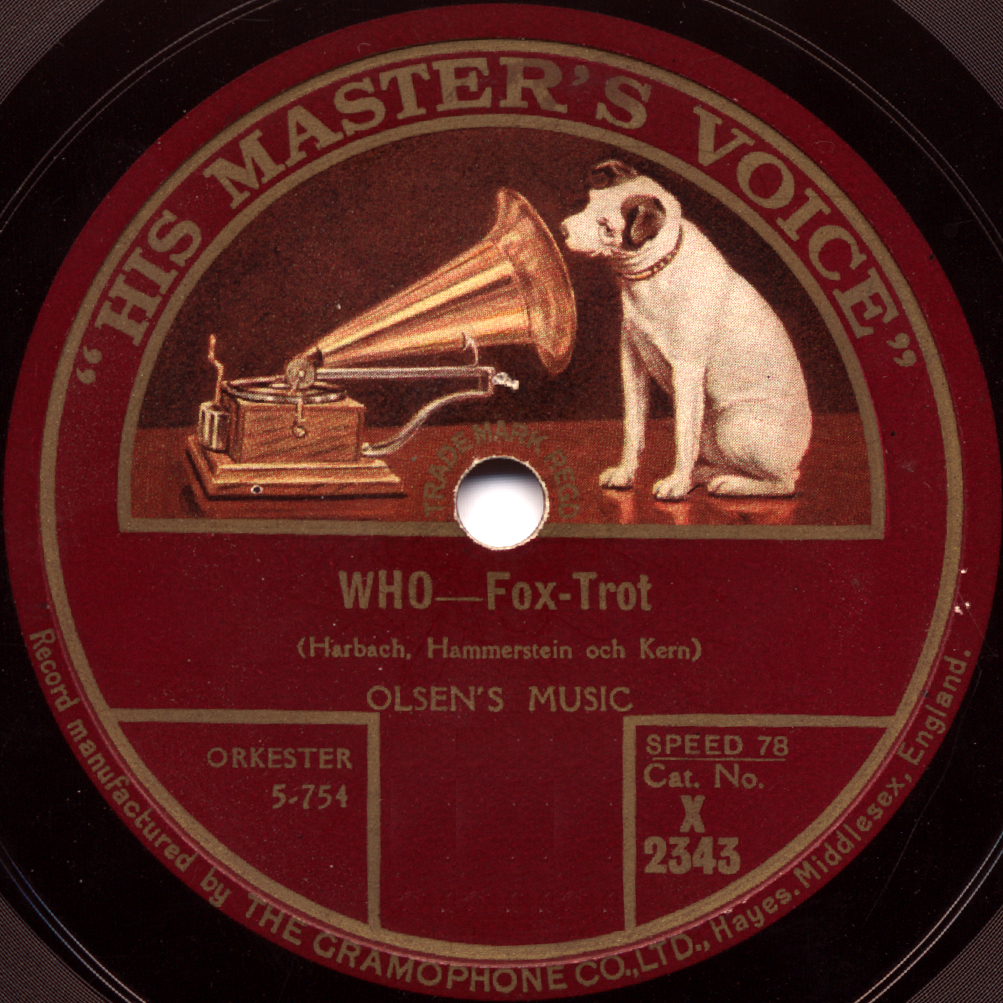
Disco pubblicato dalla His Master's Voice

Fino al 1938, comunque, in Italia i dischi La Voce del Padrone continuarono ad avere sull'etichetta la denominazione Disco "Grammofono".
Fino alla fine degli anni cinquanta mantenne inoltre alcuni uffici a Torino, in via Pietro Micca 1.
Nel 1969 vi fu l'unificazione del catalogo della Voce del padrone, della Columbia, della Odeon e della Pathé operato dalla EMI Italiana, e dopo qualche anno l'etichetta cessò di esistere anche come marchio.

## Il marchio
Il celebre marchio de La voce del padrone rappresenta un Jack Russell Terrier intento ad ascoltare i suoni che provengono dalla tromba di un grammofono. Venne concepito e dipinto da un noto pittore londinese, Francis Barraud.
Alla morte del fratello Mark, Barraud aveva ricevuto un cane di nome Nipper e un grammofono con molti cilindri su cui era incisa la voce di Mark: pare che Nipper fosse effettivamente solito ascoltare la voce del suo defunto padrone nella posizione ritratta da Barraud.
Il dipinto, intitolato His Master's Voice, fu acquistato dalla società Gramophone a scopo pubblicitario, e divenne poi il marchio dell'etichetta discografica. A titolo di gratitudine, Barraud ricevette dalla società un lascito pensionistico annuo di circa 30 000 lire (15,49 euro) durato fino alla sua morte.

## Dischi
La datazione qui riportata si basa sull'etichetta del disco o sulla copertina; qualora nessuno di questi elementi abbia una datazione, è basata sulla numerazione del catalogo; talora è, infine, basata sul codice della matrice di stampa. Se esistenti, sono riportati, oltre all'anno, il mese e il giorno (quest'ultimo dato si trova, a volte, stampato sul vinile).
Nel corso degli anni la numerazione del catalogo ha subito vari cambiamenti, mantenendo comunque all'interno di ogni standard la progressione numerica cronologica.
Sono elencati dapprima i dischi a 78 giri, essendo stati per molti anni l'unica tipologia di dischi prodotti; i 33 e i 45 giri furono messi in commercio dall'etichetta solo a partire dagli anni '50.

### 78 giri - Serie R (Disco Concerto "Grammofono" e Disco "Grammofono")
| Numero di catalogo | Anno | Interprete                                 | Titoli |
| ------------------ | ---- | ------------------------------------------ | --- |
| R 6611             | 1922 | Diego Giannini/Enzo Tacci                  | Torna al tuo paesello/Bionda sirena                                                                                |
| R 6677             | 1923 | Daniele Serra                              | Tango delle capinere/Re di cuori                                                                                   |
| R 6735             | 1923 | Ines e Taki                                | Serenata d’amore/Sul margine d’un rio                                                                              |
| R 6915             | 1924 | Filippo Tommaso Marinetti                  | Bombardamento di Adrianopoli/Definizione del Futurismo                                                             |
| R 7285             | 1927 | Ettore Petrolini                           | I salamini Parte IA)/I salamini Parte IA)                                                                          |
| R 7289             | 1927 | Ettore Petrolini                           | Er sor Capanna/Gigetto er bullo                                                                                    |
| R 8599             | 1927 | Francesco Bongiovanni                      | Inno ufficiale dei fascisti di combattimento                                                                       |
| R 10021            | 1929 | Squadra di Bel Canto - Genova Quarto       | Russia/Cinque minuti di piacere                                                                                    |
| R 10038            | 1929 | Daniele Serra                              | Tango delle capinere/Re di cuori                                                                                   |
| R 10039            | 1929 | Daniele Serra                              | Perché si vive?/Cara mammà                                                                                         |
| R 10052            | 1929 | Daniele Serra                              | La leggenda del Piave/Soldato ignoto                                                                               |
| R 10089            | 1929 | Daniele Serra                              | Tre/Le donne di Za-Bum                                                                                             |
| R 10218            | 1930 | Daniele Serra                              | Cantastorie/Storie d'esilio                                                                                        |
| R 10262            | 1930 | Daniele Serra                              | Pe'l fiore che roseo/Sul mare silente                                                                              |
| R 10273            | 1930 | Rodolfo De Angelis                         | Dicerie/Tango della felicità                                                                                       |
| R 10301            | 1930 | Daniele Serra                              | Erano biondi, biondi, biondi/Giacomina                                                                             |
| R 10303            | 1930 | Orchestra di ballo M. Mignone              | 'O sole mio/'O marenariello                                                                                        |
| R 10341            | 1930 | Daniele Serra                              | Lo studente passa/Corre caballito                                                                                  |
| R 10464            | 1931 | Daniele Serra (lato A con Pia Rossi)       | Stella/Non baciarmi così                                                                                           |
| R 10692            | 1931 | Rodolfo De Angelis                         | Matrimonio al villaggio/Canzone tirolese                                                                           |
| R 10693            | 1931 | Rodolfo De Angelis                         | Stornellata/Racconto giapponese                                                                                    |
| R 10713            | 1932 | Rodolfo De Angelis                         | La vita mia sei tu/Finestra chiusa                                                                                 |
| R 10996            | 1933 | Rodolfo De Angelis                         | Ma cos'è questa crisi?/La donna bella non mi va                                                                    |
| R 11011            | 1933 | Daniele Serra con orch. M.o Piccinelli     | Rotaje/Tormento |
| R 11064            | 1933 | Rodolfo De Angelis                         | Tu dovresti presentarmi la Luisa/Il colore che vuoi tu                                                             |
| R 11163            | 1934 | Rodolfo De Angelis                         | Di sera dove andare/C'è troppa concorrenza!                                                                        |
| R 14198            |      | Orchestra George Olsen                     | Breakaway (Allontanati)/Big City Blues (Tristezze delle grandi città) dal Fox Movietone Follies of 1929            |
| R 14681            |      | Orchestra Lewis Ruth/orchestra Marek Weber | Blume von Hawaii (Fior d'Hawaii)/Ich hab' dich lieb braune Madonna (Io vi amo bruna Signora)                       |
| R 14722            |      | Orchestra jazz di Marek Weber              | Schlaf mein Liebling (Buona notte, amore)/Spiel mir ein Lied aus meiner Heimat (Suonami una canzone del mio paese) |

### 78 giri - Serie AV
| Numero di catalogo | Anno                           | Interprete                                                                  | Titoli                                                             |
| ------------------ | ------------------------------ | --------------------------------------------------------------------------- | ------------------------------------------------------------------ |
| AV 10              | 1942                           | Grande Orchestra Sinfonica                                                  | March Of The Caucasian Chief/Danza orientale                       |
| AW 175             |                                | Orchestra sinfonica di Boston diretta da Sergio Koussevitsky                | Bolero (Ravel) parte 1/2                                           |
| AW 176             |                                | Orchestra sinfonica di Boston diretta da Sergio Koussevitsky                | Bolero (Ravel) parte 3/Gymnopédie No.1 (Satie/Debussy)             |
| AW 181             |                                | Grande orchestra sinfonica M.o Stokowski                                    | Minuetto (Boccherini) / Danza del XVIII secolo (Haydn)             |
| AV 538             | 1944                           | Italia Vaniglio                                                             | L'usignolo è triste                                                |
| AV 539             | 1944                           | Italia Vaniglio                                                             | Mamma voglio anch'io il fidanzato / Il canto del bosco             |
| AV 575             | 1944                           | Renzo Grimaldi (lato A)/Bruno Pallesi (lato B)                              | Non lo dir bambina spensierata/Ti voglio bene e non lo sai         |
| AV 576             | 1944                           | Renzo Grimaldi (lato A)/Bruno Pallesi (lato B)                              | Fior di melagrano/Notturno bolero                                  |
| AV 580             | 1944                           | Fratelli Bruzzese                                                           | Tu scendi dalle stelle/Valzer dei pastori                          |
| AV 646             | 29 maggio 1944                 | Italia Vaniglio                                                             | Tristezza/Sogno d'amore                                            |
| AV 666             | 14 giugno 1945                 | Bruno Pallesi                                                               | Serenata a Vallechiara/Chattanooga Choo Choo (Il treno della neve) |
| AV 682             | 1º agosto 1945                 | Bruno Pallesi con il duo pianistico Giampiero Boneschi ed Angelo Giacomazzi | Amor, amor, amor/Besame mucho                                      |
| AV 683             | 1º agosto 1945                 | Bruno Pallesi con il duo pianistico Giampiero Boneschi ed Angelo Giacomazzi | Goodbye Milanesina/T'amo                                           |
| AV 684             | Settembre 1945                 | Orchestra Gian Mario Guarino                                                | Sadko/Danza del fuoco                                              |
| AV 704             | 21 settembre e 1º ottobre 1945 | Italia Vaniglio                                                             | Non sei mai stata così bella/Oggi no                               |
| AV 711             | 1º ottobre 1945                | Italia Vaniglio                                                             | Quando cantava la nonna/Passeggiando sulla luna                    |
| AV 712             | 19 ottobre 1945                | Italia Vaniglio                                                             | Al ballo del taglialegna/La paloma                                 |
| AV 724             | 12 dicembre 1945               | Italia Vaniglio e R. Grimaldi sul lato A / R. Grimaldi sul lato B           | Il valzer dello Zigo Zago/Era lei...                               |
| AV 785             | 1945                           | Nilla Pizzi                                                                 | Prisionero del mar/Mi sueño azul                                   |
| AV 807             | 1946                           | Nino Gatti                                                                  | Angelo biondo/My Darling                                           |

### 78 giri - Serie CQ (La voce del padrone - Columbia - Marconiphone)
| Numero di catalogo | Anno             | Interprete | Titoli                    |
| ------------------ | ---------------- | ---------- | ------------------------- |
| CQ 2167            | 20 febbraio 1951 | Armand     | Malagueña/Chinito chinito |

### 78 giri - Serie DA (La voce del padrone - Columbia - Marconiphone) Disco "Grammofono"
| Numero di catalogo | Anno            | Interprete                                                                | Titoli                                                          |
| ------------------ | --------------- | ------------------------------------------------------------------------- | --------------------------------------------------------------- |
| DA 1372            | 1943            | Beniamino Gigli con Proff. d'Orch. della "Scala" dir. M.o Franco Ghione   | Tosca (E lucean le stelle...)/Rigoletto (La donna è mobile)     |
| DA 1408            |                 | TenoreTito Schipa con Proff. d'Orch. della "Scala" dir. M.o Dino Olivieri | La Serenata (Schubert, Arturo Franci) / Ave Maria (Schubert)    |
| DA 1558            |                 | Tenore Tito Schipa e Coro con Orchestra M.o Dino Olivieri                 | Vivere! (dal film M.G.M. "Vivere!")/ Torna piccina              |
| DA 5397            | 1940            | Tenore Beniamino Gigli con Grande Orchestra M.o Dino Olivieri             | Mamma (dal film Mamma) / Se vuoi goder la vita (dal film Mamma) |
| DA 5445            | 8 novembre 1945 | Gino Bechi                                                                | Al telefono con te/Incantesimo                                  |
| DA 5353            | 1952            | Tito Schipa                                                               | Serenata a Surriento/Surdate                                    |

### 78 giri - Serie DB (La voce del padrone - Columbia - Marconiphone) Disco "Grammofono"
| Numero di catalogo | Anno | Interprete | Titoli |
| ------------------ | ---- | --- | --- |
| DB 1387            |      | Tito Schipa con acc. Proff. d'Orch. del Teatro alla Scala                                                                                       | Una furtiva lacrima da L'elisir d'amore (Donizetti) / Ave Maria, adattamento dell'Intermezzo della Cavalleria rusticana (Mascagni) |
| DB 1903            |      | Beniamino Gigli con Proff. d'Orch. del Teatro alla "Scala" diretti dal M.o C. Sabajno                                                           | Occhi Turchini melodia (Denza) / Serenata (Schubert - N. N.)                                                                       |
| DB 3086            |      | Leopold Stokowski e l'Orchestra Sinfonica di Filadelfia                                                                                         | Rapsodia ungherese No.2 (Liszt, rid.Muller) parte 1/2                                                                              |
| DB 3875 -3884      |      | Maria Caniglia, Ebe Stignani, Beniamino Gigli, Ezio Pinza, Tullio Serafin, Giuseppe Conca, Orchestra e Coro del Teatro Reale dell'Opera di Roma | Giuseppe Verdi, Messa da Requiem (10 dischi)                                                                                       |

### 78 giri - Serie GW
| Numero di catalogo | Anno             | Interprete                                          | Titoli                                                             |
| ------------------ | ---------------- | --------------------------------------------------- | ------------------------------------------------------------------ |
| GW 111             | 1932             | Orchestra da ballo & R.Mori                         | Addio, Bonita!/Natale                                              |
| GW 143             | 1933             | Ester B. Valdes                                     | A nanna ci vo da sola/Michelino                                    |
| GW 198             | 1943             | Gavino De Lunas                                     | Nuttos modernos de logudoro/Cantos modernos logudoresos (in sardo) |
| GW 214             | 1943             | Gavino De Lunas                                     | A sa muggere morta/Alice mia (in sardo)                            |
| GW 215             | 1943             | Gavino De Lunas                                     | Domanda de amore/Muttos a disprezziu (in sardo)                    |
| GW 371             | 1943             | Giovanni De Rosalia                                 | Nofrio avvocato alla pretura/Nofrio malato                         |
| GW 504             | 21 aprile 1926   | Trio Caldiero                                       | La Bella Siciliana/Tarantella dei Carrettieri                      |
| GW 817             | 1931             | Gilda Mignonette                                    | Paraviso e fuoco eterno/Adduormete cu me                           |
| GW 911             | 1934             | Duo Vocale Nelson con Orchestra Dino Olivieri       | I tre Porcellini/Tanta scienza                                     |
| GW 922             | 1934             | Quartetto Reina                                     | Carmelina/Danziamo                                                 |
| GW 1016            | 1935             | Orchestra Dino Olivieri                             | Ciò che piace a me/Mi comanda la natura                            |
| GW 1017            | 1935             | Orchestra Jazz Dino Olivieri                        | L'armonia dei tuoi occhi/Ninna nanna                               |
| GW 1018            | 1935             | Orchestra Dino Olivieri                             | L'unico tesor/Oh, Coriolano/Zaragoza/Java gialla                   |
| GW 1037            | 1935             | Daniele Serra                                       | Corri corri... (giro d'Italia)/Passa il giro (Giro d'Italia)       |
| GW1349             | 1936             | Roy Fox con la sua orch./Jack Hylton e la sua orch. | Poor little Angeline/Mezzanotte triste (Midnight blue)             |
| GW 1458            | 1937             | Trio Köln                                           | La ragazza del giornale/Un anno di baci                            |
| GW 1511            | 1939             | Orchestra Dino Olivieri                             | Piccola Butterfly/Guitarrera                                       |
| GW 2048            | 1941             | Trio Nino                                           | Il Gallo della Checca/La Trasteverina Moderna                      |
| GW 2116            | 8 febbraio 1949  | Gigi Stok                                           | Elettrico/Armonica indiavolata                                     |
| GW 2150            | 14 giugno 1951   | Gigi Stok                                           | Francesina/Brillante                                               |
| GW 2189            | 23 novembre 1953 | Gigi Stok fisarmonica e ritmi                       | Festa sui monti/Grandioso                                          |

### 78 giri - Serie HN (Disco "Grammofono")
| Numero di catalogo           | Anno                              | Interprete                                                                  | Titoli                                                                                       |
| ---------------------------- | --------------------------------- | --------------------------------------------------------------------------- | -------------------------------------------------------------------------------------------- |
| HN 052                       | 1933                              | Gilda Mignonette                                                            | E a Napule ce sta/Che bene voglio a te                                                       |
| HN 053                       | 1933                              | Gilda Mignonette                                                            | Manelle fredde/L'urdemo 'nnammurato                                                          |
| HN 067                       | 1933                              | Vittorio Parisi                                                             | Stornelli 900/Signorinella                                                                   |
| HN 114                       | 1933                              | Anacleto Rossi                                                              | Sono tre parole/A fior di labbra!...                                                         |
| HN 131                       | 1933                              | Ester B. Valdes                                                             | Qualche volta/Onda                                                                           |
| HN 132                       | 1933                              | Ester B. Valdes                                                             | Che tifo...Carlotta/Oggi è di moda la bolletta                                               |
| HN 133                       | 1933                              | Ester B. Valdes                                                             | Margarita/Se trovo un maritino                                                               |
| HN 151                       | 1933                              | Ester B. Valdes                                                             | Piccola damina/Mammina non c'è più                                                           |
| HN 404 (ristampa di R 10996) | 1934                              | Rodolfo De Angelis                                                          | Ma cos'è questa crisi?/La donna bella non mi va                                              |
| HN 464                       |                                   | Guardia Repubblicana di Parigi                                              | La marsigliese/La brabanconne                                                                |
| HN 807                       | 1935                              | Rodolfo De Angelis                                                          | Ho trovato Sciangai Lil/Se conoscessi le lingue                                              |
| HN 808                       | 1935                              | Rodolfo De Angelis                                                          | Dani/Nell'Africa si va                                                                       |
| HN 873                       | 1936                              | Rodolfo De Angelis                                                          | Tarantella imperiale/Cos'è questo cos'è quello...                                            |
| HN 874                       | 1936                              | Rodolfo De Angelis                                                          | Addio canzoni americane/...                                                                  |
| HN 890                       | 1936                              | Daniele Serra                                                               | Cara mamma/Adua                                                                              |
| HN 992                       | 1936                              | Daniele Serra                                                               | Rataplan delle camicie nere/Africanina (pupetta mora)                                        |
| HN 1055                      | 1936                              | Renzo Mori                                                                  | Veggia stazion/Madonina                                                                      |
| HN 1203                      | 1937                              | Daniele Serra                                                               | Tango di Ramona/Signorinella                                                                 |
| HN 1258                      | 1937                              | Erminio Macario                                                             | Vidi il Danubio... (Non era blu)/Cose che capitano...                                        |
| HN 1318                      | 1937                              | Emilio Livi                                                                 | Non t'amo più/Torrente                                                                       |
| HN 1319                      | 1937                              | Emilio Livi e il Trio Köln                                                  | Tornerai/Acquaiola campagnola                                                                |
| HN1325                       | 1937                              | Emilio Livi con orch. Gino Dover                                            | Tornerà... La Violetera/Gitana                                                               |
| HN 1429                      | 1938                              | Virgilio Riento e Sandra Linn                                               | L'ombrellaio e la serva - Parte 1.a/Parte 2.a                                                |
| HN 1433                      | 1938                              | Paolo Bonecchi                                                              | Brumista del 800/La class di asen                                                            |
| HN 1489                      | Gennaio 1939                      | Emilio Livi                                                                 | Paola/Serenata del somarello                                                                 |
| HN 1503                      | 1939                              | Rodolfo De Angelis                                                          | Canzone dell'orticello/Lettere d'amore                                                       |
| HN 1519                      | 1939                              | Renzo Mori                                                                  | Madonnina/Milan e poue pu!                                                                   |
| HN 1548                      | Marzo 1939                        | Renzo Mori                                                                  | La mia Gigogin/Forza Inter                                                                   |
| HN 1550                      | Marzo 1939                        | Emilio Livi                                                                 | Settembre ti dirà/Contessa mia                                                               |
| HN 1551                      | Marzo 1939                        | Emilio Livi                                                                 | Senorita/Chitarra mia                                                                        |
| HN 1559                      | Marzo 1939                        | Renzo Serra                                                                 | Passeggiando per Milano/Nuvole                                                               |
| HN 1560                      | Marzo 1939                        | Renzo Serra                                                                 | Tecla/Non ti posso cre...                                                                    |
| HN 1570                      | Maggio 1939                       | Giovanni D'Anzi                                                             | Quand sona i campan/Nustalgia de Milan                                                       |
| HN 1574                      | Maggio 1939                       | Vanni e Romigioli con l'orchestra di Dino Olivieri                          | Giulia Pia/Mazurka della nonna                                                               |
| HN 1577                      | Maggio 1939                       | Emilio Livi                                                                 | Chitarra malinconica/Torna                                                                   |
| HN 1578                      | Maggio 1939                       | Emilio Livi                                                                 | Napoli mia/Mailù                                                                             |
| HN 1580                      | Maggio 1939                       | Enzo Di Mola                                                                | Un giorno ancora/Stella alpina                                                               |
| HN 1581                      | Maggio 1939                       | Enzo Di Mola                                                                | Lo studente torna/Tango senza amore                                                          |
| HN 1614                      | Giugno 1939                       | Renzo Mori                                                                  | Bel soldatin/Piccolo caporale                                                                |
| HN 1622                      | Agosto 1939                       | Emilio Livi                                                                 | Fili d'oro/Amor di pastorello                                                                |
| HN 1623                      | Agosto 1939                       | Emilio Livi                                                                 | Mi bacia il sole/Nuvola                                                                      |
| HN 1624                      | Agosto 1939                       | Emilio Livi                                                                 | O bella bionda/Chitarra spagnola                                                             |
| HN 1625                      | Agosto 1939                       | Emilio Livi                                                                 | Tu...(che mi parli d'amor)/Serenata a Marirosa                                               |
| HN 1727                      | 1940                              | Enzo Aita con l'orchestra di Dino Olivieri                                  | Il tuo cuore è una capanna/Mi lascerai                                                       |
| HN 1730                      |                                   | Maxine Sullivan (con orchestra)                                             | Night and Day/Con un bacio solo (Say it with a kiss)                                         |
| HN 1779                      | 1940                              | Enzo Aita con l'orchestra di Dino Olivieri                                  | Venezia, la luna e tu/Vivere con te                                                          |
| HN 1802                      | 1940                              | Vittorio Parisi con orchestra M.o Dino Olivieri                             | 'Na Maria/Senza catene!                                                                      |
| HN 1827                      | Novembre 1940                     | Emilio Livi                                                                 | Io sono solo/Rosellina                                                                       |
| HN 1828                      | Novembre 1940                     | Emilio Livi                                                                 | Biondina mia/Tu sei colei                                                                    |
| HN 1829                      | Novembre 1940                     | Emilio Livi                                                                 | Ammaliatrice/La donna mia                                                                    |
| HN 1830                      | Novembre 1940                     | Daniele Serra                                                               | La ragazza dai capelli rossi/Fruttaiola                                                      |
| HN 1831                      | Novembre 1940                     | Daniele Serra                                                               | Son felice se canto/La pastorella abruzzese                                                  |
| HN 1832                      | Novembre 1940                     | Daniele Serra                                                               | Mister Churchill...come va? (tutto va ben, tutto va ben)/Serenatone (per la perfida Albione) |
| HN 1833                      | Novembre 1940                     | Daniele Serra                                                               | La canzone dei picchiatelli/Quando suona la sirena                                           |
| HN 1834                      |                                   | Società corale "G.Verdi" - Milano/Coro legionari 13.a batteria              | Vincere, vincere, vincere/Inno della 13.a Batteria C.A. "Corridoni"                          |
| HN 1984                      | 1941                              | Erminio Macario                                                             | La gagarella del Biffi Scala/Duar (fa no el bauscia)                                         |
| HN 2006                      | 1941                              | Bruno Pallesi                                                               | Serenata a Torino/Non passa più                                                              |
| HN 2020                      | 1941                              | Erminio Macario                                                             | Il tamburo della banda D'Affori/La giava del tabacco                                         |
| HN 2009                      | 1941                              | Bruno Pallesi                                                               | Il valzer degli ambulanti/Dimenticare                                                        |
| HN 2031                      | 1941                              | Otello Boccaccini                                                           | Passione mia/Passione                                                                        |
| HN 2056                      | 1942                              | Otello Boccaccini                                                           | Addio mia piccola/Ricordo quella via                                                         |
| HN 2079                      | 1946                              | Secondo Casadei e la sua orchestra                                          | Valzer di mezzanotte/Migliavacca                                                             |
| HN 2081                      |                                   | Orchestra tipica                                                            | Danubio blù/ Onde del Danubio                                                                |
| HN 2090                      | 1946                              | Orchestra Viennese                                                          | Sangue viennese/Vienna Vienna                                                                |
| HN 2150                      | 31 gennaio 1947                   | Enrico Gentile con Piero Rizza e la sua orchestra                           | Ho una zia/Un bacio                                                                          |
| HN 2170                      | 14 maggio 1947                    | Italia Vaniglio con Piero Rizza e la sua orchestra                          | Bambina non voglio sognar/Te vojo ben                                                        |
| HN 2225                      | 3 e 6 giugno 1947                 | Bruno Pallesi                                                               | Dormiveglia del cuore/Ti chiamerò... "Mistero"                                               |
| HN 2240                      | 30 luglio 1947                    | Italia Vaniglio                                                             | Baia/Te Quiero" Diuiste                                                                      |
| HN 2246                      | 20 ottobre 1947                   | Italia Vaniglio (sul lato A)/Enrico Gentile (sul lato B)                    | Il lupo e l'agnello/Non mi lasciare                                                          |
| HN 2249                      | 25 ottobre 1947                   | Bruno Pallesi                                                               | Toute la semaine (Tutta la settimana)/La mer (Il mare)                                       |
| HN 2259                      | 11-20 ottobre 1947                | Italia Vaniglio                                                             | Non ho più Camel/La famiglia Pirola... ai bagni                                              |
| HN 2307                      | 1948                              | Nino Gatti                                                                  | Ti voglio baciar/È nato un tango                                                             |
| HN 2318                      | 1947                              | Nilla Pizzi (sul lato A)/Cinico Angelini e la sua Orchestra (sul lato B)    | Rumba azul/Harlem Notturno                                                                   |
| HN 2328                      | 10 giugno 1948                    | Sestetto be-bop Gil Cuppini                                                 | Night in Tunisia/Salt Peanuts                                                                |
| HN 2355                      | 10 giugno 1948                    | Sestetto be-bop Gil Cuppini                                                 | Bop bop/Drums be-bop                                                                         |
| HN 2394                      | 2 novembre 1948                   | Enzo Amadori                                                                | La donna che voglio/Mama Negra)                                                              |
| HN 2464                      | 22 febbraio 1949                  | Gil Cuppini e il suo complesso                                              | Swing Club/Nelly Bop                                                                         |
| HN 2474                      | 25 marzo 1949                     | Gil Cuppini e il suo complesso                                              | Esophagus/Egyptology                                                                         |
| HN 2489                      | 3 aprile 1949                     | Enzo Amadori                                                                | Avanti e indrè/Se a Milano...(ci fosse il mare)                                              |
| HN 2510                      | 1949                              | Italia Vaniglio                                                             | La tua musica/Chico Pacho                                                                    |
| HN 2544                      | 1949                              | Memè Bianchi                                                                | Finire non potrà/No te gusta?                                                                |
| HN 2546                      | 21 aprile e 5 luglio 1949         | Enzo Amadori sul lato A / Mario Landi sul lato B                            | Danzando nel buio/Pensiero notturno                                                          |
| HN 2594                      | 11 ottobre 1949                   | Gil Cuppini and His All Stars                                               | Perdido (parte 1)/Perdido (parte 2)                                                          |
| HN 2600                      | 1949                              | Franco Tava                                                                 | Trieste mia/Pensiero notturno                                                                |
| HN 2608                      | 21 ottobre e 11 novembre 1949     | Enzo Amadori e Salvo Dani sul lato A / Salvo Dani sul lato B                | Ti con migo/Che mele! (Il venditore di frutta)                                               |
| HN 2614                      | 31 ottobre 1949                   | Eraldo Volontè e la sua Orchestra                                           | Crescendo in Be Bop/Stasera, bebop!                                                          |
| HN 2646                      | 5 dicembre 1949 e 27 gennaio 1950 | Enrico Gentile                                                              | Il tuo nome/Gin swing                                                                        |
| HN 2740                      | 1950                              | Rino Salviati                                                               | Sotto il cielo di Roma/Sambo                                                                 |
| HN 2741                      | 1950                              | Rino Salviati                                                               | Prigioniero del sogno/Gira e rigira                                                          |
| HN 2742                      | 1950                              | Daniele Serra                                                               | Addio signora!.../Cara piccina                                                               |
| HN 2744                      | 1950                              | Enzo Amadori con Barimar e la sua orchestra                                 | Renzo e Lucia/Samba studentesca                                                              |
| HN 2746                      | 1950                              | Lucia Mannucci con Franco Cerri                                             | Valse Des Souvenirs/Cheveux Dans Le Vent                                                     |
| HN 2747                      | 1950                              | Franco Cerri                                                                | Caravan/Chiquita Bacana                                                                      |
| HN 2753                      | 1950                              | Luciano Virgili                                                             | Italia mia/Addio, sogni di gloria!...                                                        |
| HN 2755                      | 1950                              | Ilene Woods                                                                 | Bibbidi-Bobbidi-Boo/So This Is Love                                                          |
| HN 2756                      | 1950                              | Ilene Woods                                                                 | A Dream Is A Wish Your Heart Makes/The Work Song                                             |
| HN 2761                      | 1950                              | Luciano Virgili                                                             | Come Le Rose.../ Come Pioveva!                                                               |
| HN 2902                      | 1951                              | Gianni Ravera                                                               | Leggenda del Tirolo/La maestrina di mia figlia                                               |
| HN 2923                      | 7 novembre 1951                   | Gianni Ravera                                                               | L'altro/Passati son vent'anni                                                                |
| HN 2930                      | 1950                              | Roman New Orleans Jazz Band                                                 | Tin Roof Blues/Muskrat Ramble                                                                |
| HN 2942                      | 1952                              | Luciano Virgili                                                             | Bocca Desiderata/Malafemmena                                                                 |
| HN 2959                      | 1952                              | Luciano Virgili                                                             | Carcerato/Aggio Perduto O Suonno...                                                          |
| HN 2966                      | 1952                              | Alfio Marletta e Coro dell'Etna                                             | E vui durmiti ancora/U scuparu                                                               |
| HN 3035                      | 1952                              | Sergio Bruni                                                                | Margellina/Li Funtanelle                                                                     |
| HN 3052                      | 1952                              | Eva Nova                                                                    | Tuppe-Ttu'/Varca Lucente                                                                     |
| HN 3062                      | 1952                              | Luciano Virgili                                                             | Jezebel/Vita Mia, Sta Notte                                                                  |
| HN 3063                      | 1952                              | Luciano Virgili                                                             | Anema E Core/Triste Attesa                                                                   |
| HN 3086                      | 1953                              | Gianni Ravera                                                               | Acque amare/Innamorami                                                                       |
| HN 3087                      | 1953                              | Gianni Ravera                                                               | Povero amico mio/Vecchio scarpone                                                            |
| HN 3088                      | 1953                              | Gianni Ravera                                                               | Vecchia villa comunale/Buona sera                                                            |
| HN 3089                      | 1953                              | Luciano Virgili                                                             | Lasciami cantare una canzone/Canto della solitudine                                          |
| HN 3090                      | 1953                              | Giuseppe Negroni                                                            | No, Pierrot/La mamma che piange di più                                                       |
| HN 3091                      | 1953                              | Florida Vela                                                                | Viale d'autunno/Pianola stonata                                                              |
| HN 3092                      | 1953                              | Vittorio Tognarelli                                                         | Acque amare/Vecchia villa comunale                                                           |
| HN 3096                      | 22 ottobre 1953                   | Fred Buscaglione e i suoi Asternovas                                        | Madama Doré/C'est la vie                                                                     |
| HN 3116                      | 20 febbraio 1953                  | Giuseppe Negroni                                                            | La vetrina della felicità/Mettiamoci un lucchetto                                            |
| HN 3117                      | 1953                              | Fred Buscaglione e i suoi Asternovas                                        | Vous qui passez sans me voir/Pretty Eyed baby                                                |
| HN 3123                      | 1953                              | Fred Buscaglione e i suoi Asternovas                                        | Dulcissimo mambo/Meu Rio de Janeiro                                                          |
| HN 3131                      | 1953                              | Fred Buscaglione e i suoi Asternovas                                        | Nonna nunnarella/Tu dal cielo                                                                |
| HN 3264                      | 1953                              | Nick Rolla                                                                  | Colpa del bajon/Dame la cura                                                                 |
| HN 3275                      | 1954                              | Nick Rolla                                                                  | Canzoni alla sbarra/Con te!                                                                  |
| HN 3283                      | 1954                              | Nick Rolla con Dino Olivieri e la sua Orchestra d'Archi e Ottoni            | La donna dello swing/Quando il cielo è rosso                                                 |
| HN 3311                      | 1954                              | Maria Longo con l'orchestra di Dino Olivieri                                | Semplicità/Ricuordete 'e me                                                                  |
| HN 3355                      | 1954                              | Barimar e il suo complesso                                                  | Instanbul / Swedish Rhapsody                                                                 |
| HN 3364                      | 1954                              | Sergio Bruni                                                                | Scapricciatiello/Suona campana                                                               |
| HN 3365                      | 1954                              | Sergio Bruni                                                                | 'O maruzzaro/Bella d' 'e suonne                                                              |
| HN 3366                      | 1954                              | Sergio Bruni                                                                | Nustalgia 'e Napule/Gelusp d' 'e rrose                                                       |
| HN 3367                      | 1954                              | Sergio Bruni                                                                | Maggio napulitano/Tutto è niente!...                                                         |
| HN 3372                      | 1954                              | Rosetta Dei                                                                 | Mannaggia 'o suricillo!.../'O core vo fa sciopero                                            |
| HN 3373                      | 1954                              | Trio Convers                                                                | Amore internazionale/Manilo                                                                  |
| HN 3471                      | 1955                              | Cristina Jorio                                                              | Focu vivu/Johnny Guitar                                                                      |
| HN 3381                      | 8 settembre 1949                  | Gil Cuppini e il suo complesso                                              | Auld Lang Syne/Things to Come                                                                |
| HN 3404                      | 8 settembre 1949                  | Gil Cuppini e il suo complesso                                              | You Go To My Head/Little George                                                              |
| HN 3407                      | 1955                              | Gianni Ravera                                                               | Addio pe' sempre/Passione fra gli ulivi                                                      |
| HN 3408                      | 1955                              | Gianni Ravera                                                               | Fotografia sbiadita/Arrivederci Roma                                                         |
| HN 3510                      | 1955                              | Cristina Jorio con l'orchestra di Angelo Giacomazzi                         | Amo Parigi/Cobra                                                                             |
| HN 3512                      | 1955                              | Barimar e la sua orchestra                                                  | Granada / Sotto i ponti di Parigi                                                            |
| HN 3527                      | 1955                              | Cristina Jorio                                                              | L'americano/È tanto bello                                                                    |
| HN 3541                      | 1955                              | Dino Olivieri e la Sua Orchestra d'Archi e Organo Hammond                   | Vecchia Europa/Ddoie stelle so' cadute                                                       |
| HN 3549                      | 1955                              | Cristina Jorio                                                              | Maringà/Le due croci                                                                         |
| HN 3550                      | 1955                              | Cristina Jorio                                                              | Pane amore e.../Mambo Bacan                                                                  |
| HN 3551                      | 1955                              | Cristina Jorio                                                              | Perché/Chi non conosce te                                                                    |
| HN 3593                      | 1955                              | Cristina Jorio                                                              | L'ultima volta che vidi Parigi/Incontro a Parigi                                             |
| HN 3601                      | 1955                              | Cristina Jorio                                                              | Tenendoci per mano/Il mondo siamo noi                                                        |
| HN 3602                      | 1955                              | Cristina Jorio                                                              | La lavanderina del Portogallo/Ti sognerò                                                     |
| HN 3618                      | 1955                              | Cristina Jorio                                                              | Parlando al buio/Straniero tra gli angeli                                                    |
| HN 3619                      | 1956                              | Cristina Jorio                                                              | Il cantico del cielo/È bello                                                                 |
| HN 3620                      | 1956                              | Cristina Jorio                                                              | Parole e musica/Qualcosa è rimasto                                                           |
| HN 3635                      | 1956                              | Cristina Jorio                                                              | Amami se vuoi/La vita è un paradiso di bugie                                                 |
| HN 3636                      | 1956                              | Cristina Jorio                                                              | Ciao/Segreto amore                                                                           |
| HN 3651                      | 1956                              | Cristina Jorio                                                              | L'amore è una cosa meravigliosa/La rosa tatuata                                              |
| HN 3674                      | 1956                              | Cristina Jorio                                                              | Ma ti scorderai di me/Sogniamo insieme                                                       |
| HN 3675                      | 1956                              | Luciano Virgili                                                             | Cara piccina/Amor di pastorello                                                              |
| HN 3693                      | 1956                              | Sergio Bruni                                                                | 'A stiratrice/Faccia 'e velluto                                                              |
| HN 3702                      | 28 maggio 1956 e 7 settembre 1956 | Cristina Jorio (sul lato A)/Franco con Orchestra Dino Olivieri (sul lato B) | Ho conosciuto un angelo/Come next spring                                                     |
| HN 3721                      | 1956                              | Cristina Jorio                                                              | Que Lindo Cha Cha Cha/Mary, Maruska, Maria                                                   |
| HN 3722                      | 1956                              | Cristina Jorio e Enzo Amadori                                               | Bil Bol Bul/Mister John                                                                      |
| HN 3739                      | 17 ottobre 1956                   | Nicola Paone                                                                | I tre compari/Casa sincera                                                                   |
| HN 3741                      | 1956                              | Cristina Jorio                                                              | Madre tierra/Croce d'oro                                                                     |
| HN 3759                      | 1956                              | Cristina Jorio                                                              | Per ore ed ore/Sotto 'a luna                                                                 |
| HN 3763                      | 1957                              | Cristina Jorio                                                              | La cosa più bella/Un certo sorriso                                                           |
| HN 3764                      | 1957                              | Cristina Jorio                                                              | Nel giardino del mio cuore/Non ti ricordi più                                                |
| HN 3765                      | 1957                              | Cristina Jorio                                                              | Un sogno di cristallo/Un certo sorriso                                                       |
| HN 3766                      | 1957                              | Cristina Jorio                                                              | Estasi/Intorno a te è sempre primavera                                                       |
| HN 3769                      | 1957                              | Cristina Jorio                                                              | Io pregherò/Il velo d'argento                                                                |
| HN 3800                      | 1957                              | Cristina Jorio                                                              | Dicembre m'ha portato una canzone/Un angelo è sceso a Brooklin                               |
| HN 3801                      | 1957                              | Cristina Jorio                                                              | Buongiorno Katrin/Tutto sei tu                                                               |
| HN 3802                      | 1957                              | Cristina Jorio                                                              | Il cigno/Se puoi sognar                                                                      |
| HN 3814                      | 1957                              | Cristina Jorio                                                              | Le mie lacrime/Solo tu                                                                       |
| HN 3817                      | 1957                              | Cristina Jorio                                                              | Per vivere/Nel silenzio di un bacio                                                          |
| HN 3822                      | 1957                              | Cristina Jorio                                                              | Accanto al caminetto/Come una volta                                                          |
| HN 3825                      | 1957                              | Cristina Jorio                                                              | S'agapò/T'amo tanto (True Love)                                                              |
| HN 3827                      | 1957                              | Mario Bertolazzi                                                            | Il ragazzo sul delfino/My Prayer                                                             |
| HN 3841                      | 1957                              | Luciano Virgili                                                             | Ciuffetto Rosso/Tu ce l'hai la mamma                                                         |
| HN 3843                      | 1957                              | Cristina Jorio                                                              | 'O ffuoco e ll'acqua/Nun si turnato                                                          |
| HN 3844                      | 1957                              | Cristina Jorio                                                              | Don José di Costarica/Voce amata                                                             |
| HN 3846                      | 1957                              | Cristina Jorio                                                              | Mambo colorato/La più bella del mondo                                                        |
| HN 3847                      | 1957                              | Cristina Jorio                                                              | Good Bye Paris/Marylù                                                                        |
| HN 3857                      | 1957                              | Cristina Jorio                                                              | M'innamoro sempre più/Un nome sei tu                                                         |
| HN 3873                      | 1957                              | Cristina Jorio                                                              | Calypso Melody/Il primo bacio al chiar di luna                                               |
| HN 3878                      | 1957                              | Cristina Jorio                                                              | Tipitipitipso/la tromba del bistrò                                                           |
| HN 3879                      | 1957                              | Cristina Jorio                                                              | La stella di ogni notte/La prossima estate                                                   |
| HN 3882                      | 1958                              | Cristina Jorio                                                              | Io sono te/L'edera                                                                           |
| HN 3883                      | 1958                              | Cristina Jorio                                                              | Non potrai dimenticare/I trulli di Alberobello                                               |
| HN 3884                      | 1958                              | Cristina Jorio                                                              | È molto facile...dirsi addio/Giuro d'amarti così                                             |
| HN 3885                      | 1958                              | Cristina Jorio                                                              | Mille volte/Cos'è un bacio                                                                   |
| HN 3892                      | 1958                              | Cristina Jorio                                                              | Passa una nuvola in ciel/Il tempo si è fermato                                               |
| HN 3903                      | 26 maggio 1958                    | Sergio Bruni                                                                | Suonno a Marechiare/O Palluncino                                                             |
| HN 3909                      | 9 giugno 1958                     | Sergio Bruni                                                                | Sincerità/Giulietta e Romeo                                                                  |
| HN 3911                      | 1958                              | Cristina Jorio                                                              | Voglio a 'tte/'O calippese napulitano                                                        |

### 33 giri - 25 cm - serie QBLP
| Numero di catalogo | Anno | Interprete                                                 | Titoli             |
| ------------------ | ---- | ---------------------------------------------------------- | ------------------ |
| QBLP 20054         | 1953 | Giuseppe Di Stefano con orchestra diretta da Dino Olivieri | Canzoni napoletane |

### 33 giri - 25 cm - serie QDLP
| Numero di catalogo | Anno               | Interprete                                                               | Titoli                                       |
| ------------------ | ------------------ | ------------------------------------------------------------------------ | -------------------------------------------- |
| QDLP 6002          | 1953               | Roman New Orleans Jazz Band                                              | Roman New Orleans Jazz Band                  |
| QDLP 6003          | 1953               | Fats Waller                                                              | Fats Waller                                  |
| QDLP 6005          | 1953               | Artie Shaw                                                               | Artie Shaw                                   |
| QDLP 6012          | 1954               | Luciano Virgili                                                          | Canzoni del passato                          |
| QDLP 6013          | 1954               | Sergio Bruni                                                             | Il cuore di Napoli nel canto di Sergio Bruni |
| QDLP 6016          | 1954               | Dino Olivieri                                                            | Chiaroscuri musicali                         |
| QDLP 6021          | 1955               | Sergio Bruni                                                             | Napoli d'ogni tempo                          |
| QDLP 6030          | 9 e 30 luglio 1955 | Luciano Virgili                                                          | Canzoni di ieri, di oggi...di sempre         |
| QDLP 6035          | 1955               | Cristina Jorio, Gigi Stok, Sergio Bruni, Dino Olivieri e Luciano Virgili | Cocktail musicale                            |
| QDLP 6038          | 1955               | Gilbert Bécaud                                                           | Mes grand success                            |
| QDLP 6041          | 1956               | Luciano Virgili                                                          | Vecchie canzoni da vecchi film               |
| QDLP 6049          | 1957               | Cristina Jorio                                                           | Cristina Jorio                               |
| QDLP 6055          | 1957               | Luciano Virgili                                                          | Primo amore                                  |
| QDLP 6058          | 1958               | Luciano Virgili                                                          | Canzoni sempre care                          |
| QDLP 6067          | 1958               | Gloria Lasso                                                             | I successi di Gloria Lasso                   |
| QDLP 6068          | 1958               | Denny Wilson Trio                                                        | Piano romance                                |
| QDLP 6072          | 1958               | Paul Robeson                                                             | La voce incomparabile di Paul Robeson        |
| QDLP 6076          | 1958               | Gian Mario Guarino                                                       | Campane a sera                               |
| QDLP 6078          | 1959               | Luciano Virgili                                                          | Celebri melodie                              |
| QDLP 6080          | 1959               | Kenny Dorham                                                             | Kenny Dorham & the Jazz Prophets             |

### 33 giri - 25 cm - serie QFLP
| Numero di catalogo | Anno                | Interprete                                     | Titoli |
| ------------------ | ------------------- | ---------------------------------------------- | --- |
| QFLP 4002          | 1954                | Louis Armstrong                                | Louis Armstrong and His All Stars                                                                         |
| QFLP 4003          | 1954                | Fats Waller                                    | Fats Waller                                                                                               |
| QFLP 4005          | 1954                | Jelly Roll Morton                              | Jelly Roll Morton’s New Orleans Jazzmen                                                                   |
| QFLP 4006          | 1954                | Gigi Stok                                      | Ballando all'antica                                                                                       |
| QFLP 4008          | 1955                | Frank Pourcel                                  | Un violino nel mio cuore                                                                                  |
| QFLP 4006          | 24 novembre 1956    | Gigi Stok                                      | La sua fisarmonica e i suoi ritmi                                                                         |
| QFLP 4026          | 1955                | Django Reinhardt                               | Django Reinhardt e Stephan Grappelly                                                                      |
| QFLP 4027          | 1955                | Seba Caroli                                    | Seba Caroli e la sua chitarra                                                                             |
| QFLP 4029          | 3 e 17 maggio 1957  | Barimar, la sua orchestra e l'Allegra Brigata  | Barimar, la sua orchestra e l'Allegra Brigata n.3                                                         |
| QFLP 4034          | 3 e 16 ottobre 1957 | Barimar e l'Allegra Brigata                    | Barimar e l'Allegra Brigata n.4 (Selezione di ballabili)                                                  |
| QFLP 4051          | 1958                | Riccardo Rauchi                                | Riccardo Rauchi                                                                                           |
| QFLP 4053          | 1958                | Cristina Jorio                                 | Cristina Jorio                                                                                            |
| QFLP 4056          | 1958                | Grazia Gresi                                   | Mandulinata a Napule                                                                                      |
| QFLP 4061          | 1959                | Bruno Martino                                  | Hasta la vista                                                                                            |
| QFLP 4062          | 1959                | Barimar                                        | 9º festival di Sanremo                                                                                    |
| QFLP 4067          | 1959                | Luciano Virgili                                | Canzoni Napoletane                                                                                        |
| QFLP 4071          | 1959                | Riccardo Rauchi                                | Rauchi alla ribalta                                                                                       |
| QFLP 4073          | 23 luglio 1959      | Barimar e l'Allegra Brigata, con Tony Martucci | Cavalcata di motivi                                                                                       |
| QFLP 4077          | 1959                | Luciano Virgili                                | Mattinata/Tristezze/Serenata/La danza/Canzone d'amore/Visione Veneziana/Mal d'amore/O del mio dolce ardor |
| QFLP 4089          | 1960                | Barimar                                        | 10º festival di Sanremo                                                                                   |
| QFLP 4098          | 1961                | Anna Proclemer                                 | Raccolta recital                                                                                          |

### 33 giri - 30 cm - Serie QELP
| Numero di catalogo | Anno    | Interprete                         | Titoli                                                         |
| ------------------ | ------- | ---------------------------------- | -------------------------------------------------------------- |
| QELP 8004          | 1961    | Franck Pourcel                     | I successi di Franck pourcel e la sua grande orchestra d'archi |
| QELP 8010          | 1961    | Franck Pourcel                     | "Amore, danza e violini" N.11                                  |
| QELP 8012          | 1961    | Bruno Martino                      | I grandi successi di Bruno Martino                             |
| QELP 8019          | 1961    | Luciano Virgili                    | Canzoni del passato                                            |
| QELP 8020          | 1961    | Luciano Virgili                    | Canzoni di ieri, di oggi, di sempre                            |
| QELP 8021          | 1961    | Luciano Virgili                    | Canzoni sempre care                                            |
| QELP 8025          | 1961    | Luciano Virgili                    | Vecchie canzoni... cari ricordi                                |
| QELP 8026          | 1961    | Luciano Virgili                    | España                                                         |
| QELP 8030          | 1961    | Riccardo Rauchi                    | I grandi successi di Riccardo Rauchi                           |
| QELP 8031          | 1961    | Sergio Bruni                       | I grandi successi di Sergio Bruni                              |
| QELP 8039          | 1962    | Franca Valeri                      | Le donne di Franca Valeri                                      |
| QELP 8047          | 1962    | Autori Vari                        | Romagna solatia                                                |
| QELP 8056          | 1962    | Bruno Martino                      | Orchestra Bruno Martino                                        |
| QELP 8058          | 1962    | Luciano Virgili                    | Parlami sotto le stelle                                        |
| QELP 8060          | 1962    | Lydia MacDonald                    | Piero Piccioni presenta Lydia MacDonald                        |
| QELP 8064          | 1962    | L'allegra brigata                  | La giostra dei sogni                                           |
| QELP 8074          | 1962    | Bruno Martino                      | Orchestra Bruno Martino                                        |
| QELP 8096          | 1963    | I Barimar's                        | 24 motivi di Saremo - Sanremo 1964                             |
| QELP 8109          | 1964    | Piero Piccioni e Lydia MacDonald   | Eclypse                                                        |
| QELP 8111          | 07-1964 | Luciano Virgili                    | "Canzoni sempre care" n.2                                      |
| QELP 8120          | 1964    | Sergio Bruni                       | Napule Napule Na'...                                           |
| QELP 8134          | 1964    | Beniamino Gigli                    | L'indimenticabile Beniamino Gigli                              |
| QELP 8139          | 1965    | Giorgio Gaslini Quartet            | Dall'Alba all'Alba                                             |
| QELP 8141          | 1965    | Giorgio Gaslini                    | Un Amore                                                       |
| QELP 8149          | 1965    | Franca Valeri                      | Una serata con Franca Valeri                                   |
| QELP 8153          | 1966    | Sergio Bruni                       | O ritratto 'e Napule                                           |
| QELP 8154          | 1966    | Giorgio Gaslini ensemble e quartet | Nuovi Sentimenti                                               |
| QELP 8162          | 1967    | Alighiero Noschese                 | La voce dei padroni                                            |
| QELP 8165          | 1967    | Sergio Bruni                       | Omaggio a Vian                                                 |
| QELP 8168          | 1967    | Secondo Casadei                    | La Romagna canta                                               |
| QELP 8188          | 1969    | Al Bano                            | Pensando a te                                                  |

### 33 giri - 30 cm - Serie QFLP
| Numero di catalogo | Anno | Interprete                  | Titoli      |
| ------------------ | ---- | --------------------------- | ----------- |
| QFLP 4036          | 1958 | Barimar e l'Allegra Brigata | I 20 motivi |

### 33 giri - 30 cm - Serie PSQ
| Numero di catalogo | Anno | Interprete              | Titoli                        |
| ------------------ | ---- | ----------------------- | ----------------------------- |
| PSQ 009            | 1964 | Autori vari             | Buone vacanze '64             |
| PSQ 027            | 1967 | Francesco Guccini       | Folk beat n. 1                |
| PSQ 030            | 1967 | The Swinging Blue Jeans | The Swinging Blue Jeans       |
| PSQ 031            | 1967 | Autori vari             | Estate e musica               |
| PSQ 048            | 1967 | Al Bano                 | Al Bano                       |
| PSQ 049            | 1968 | Franca Valeri           | La signora Cecioni e le altre |
| SPSQ 064           | 1968 | Al Bano                 | Il ragazzo che sorride        |

### EP - serie 7E PQ
| Numero di catalogo | Anno            | Interprete                                   | Titoli |
| ------------------ | --------------- | -------------------------------------------- | --- |
| 7E PQ 543          | 1955            | Orchestra Gian Mario Guarino                 | Quattro celebri valzer                                                                                     |
| 7E PQ 554          | 1956            | Cristina Jorio                               | Ciao/Segreto amore/Parlando al buio/Cobra                                                                  |
| 7E PQ 572          | 8 novembre 1956 | Dino Olivieri e la sua Orchestra             | Motivi dal film Guerra e Pace: Valzer di Natascia/La Rosa di Novgorod/Selezione di motivi dal film omonimo |
| 7E PQ 581          | 1957            | Giorgio Gaslini e il suo 'Ottetto da camera' | Tempo e relazione op. 12                                                                                   |
| 7E PQ 611          | 1958            | Gloria Lasso                                 | Bahia/Buenas noches mi amor/Granada/Cachito                                                                |

### EP - serie 7E MQ
| Numero di catalogo | Anno             | Interprete                            | Titoli |
| ------------------ | ---------------- | ------------------------------------- | --- |
| 7E MQ 2            | 21 luglio 1954   | Gigi Stok, fisarmonica e i suoi ritmi | Saltarello/Capriccioso/Festa sui monti/Le Sirene                                                               |
| 7E MQ 27           | 1957             | Grazia Gresi                          | Malinconico autunno/Cantammola 'sta canzone/L'ultimo raggio 'e luna                                            |
| 7E MQ 40           | 1958             | Cristina Jorio                        | L'edera/Amare un altro/Mille volte/Io sono te                                                                  |
| 7E MQ 41           | 1958             | Barimar e l'Allegra Brigata           | 8º festival di Sanremo 1958                                                                                    |
| 7E MQ 54           | 4 luglio 1958    | Barimar e l'Allegra Brigata           | VI festival della Canzone Napoletana 1958                                                                      |
| 7E MQ 55           | 1958             | Cristina Jorio                        | Voglio a 'tte/Suonno a Marechiare/Calippese napulitane/Vurria                                                  |
| 7E MQ 62           | 13 ottobre 1958  | Rino Salviati                         | Notturno Perugino                                                                                              |
| 7E MQ 67           | 7 novembre 1958  | Tony Martucci con Kiki Biaggi         | La Storia di Picchio/A tu per tu con Picchio Cannocchiale (fiaba)                                              |
| 7E MQ 86           | 1959             | Cristina Jorio                        | Conoscerti/Tua/Nessuno/Un bacio sulla bocca                                                                    |
| 7E MQ 93           | 23 febbraio 1959 | Barimar, la sua fisarmonica e ritmi   | La Cumparsita/La Paloma/Jalousie/El Choclo                                                                     |
| 7E MQ 102          | 8 aprile 1959    | Riccardo Rauchi e il suo complesso    | Aiuto/Patricia/Notte lunga notte/Un'ora con te                                                                 |
| 7E MQ 104          | 18 aprile 1959   | Barimar e l'Allegra Brigata           | Espana cani/Cielito lindo/Valencia/La spagnola                                                                 |
| 7E MQ 110          | 1959             | Luciano Virgili                       | Cielo di fuoco/Giamaica/Espana/Gli zingari                                                                     |
| 7E MQ 122          | 6 luglio 1959    | Fred Buscaglione e i suoi Asternovas  | Ogni notte così/Pretty eyed baby/Vous qui passez (Sans me voir)/C'est la vie                                   |
| 7E MQ 125          | 1959             | Pino Calvi                            | Tunisi Top Secret - Colonna sonora originale                                                                   |
| 7E MQ 135          | 15 novembre 1959 | Tony Martucci e Evelina Sironi        | Pomeriggio al Cinema/Serata all'Opera (scenetta per i piccoli)                                                 |
| 7E MQ 143          | 1959             | Luciano Virgili                       | Bambina innamorata/T'ho vista piangere/Prigioniero di un sogno/Bambola                                         |
| 7E MQ 147          | 18 dicembre 1959 | Barimar                               | Barimar cha cha cha                                                                                            |
| 7E MQ 151          | 1960             | Orchestra Bruno Martino               | Por dos besos                                                                                                  |
| 7E MQ 157          | 1960             | Rina Morelli                          | Raccolta-Recital nº 21: Antigone (Anouilh), scena con Emone/Figli d'arte (Diego Fabbri), monologo di Matilde)) |
| 7E MQ 175          | 9 settembre 1960 | Tony Martucci e Evelina Sironi        | Le storie di Tony Tuono (Cow boy buono) e di Evelyn Ponpon (Regina del Saloon)                                 |
| 7E MQ 207          | 27 febbraio 1961 | Riccardo Rauchi e il suo complesso    | Fermati!/No, sabato no!/Urca!/Con 3 pesetas                                                                    |
| 7E MQ 219          | 1961             | Orchestra Elvio Favilla               | Brasilia |
| 7E MQ 239          | 1962             | Tony Renis                            | Quando quando quando/Tango per favore/Blu/Amor amor amor                                                       |
| 7E MQ 251          | 1963             | Luciano Virgili                       | Da te era bello restar/Un'ora sola ti vorrei/Maria La-O/Estrellita                                             |
| 7E MQ 252          | 1963             | Luciano Virgili                       | Addormentarmi così/Amore baciami/Venezia, la luna e tu/Parlami sotto le stelle                                 |
| 7E MQ 254          | 1963             | Tony Renis                            | Uno per tutte/Le ciliegie/Perché perché/Gli innamorati sono angeli                                             |
| 7E MQ 309          | 1964             | Lucia Valeri                          | È la verità/Non piango per te/Isola d'amore/Tabù                                                               |

### 45 giri - Serie 7RQ
| Numero di catalogo | Anno              | Interprete                                               | Titoli                                                                                               |
| ------------------ | ----------------- | -------------------------------------------------------- | --- |
| 7RQ 3037           | 22 settembre 1954 | Tito Schipa                                              | Ave maria/La serenata                                                                                |
| 7RQ 3079           | 21 febbraio 1958  | Gino Bechi                                               | Rigoletto atto 2°: "cortigiani vil razza..."/Un ballo in maschera atto 3°: "eri tu che macchiavi..." |
| 7RQ 3088           | 29 settembre 1958 | Beniamino Gigli                                          | marechiare/torna a surriento                                                                         |
| 7RQ 3090           | 28 novembre 1958  | Beniamino Gigli con orchestra diretta da Rinaldo Zamboni | Jocelyn:"Cachès dans cet asile"/Ave maria Op. 52 N.6 (Schubert)                                      |

### 45 giri - Serie 7PQ
| Numero di catalogo | Anno            | Interprete                                                            | Titoli                                                        |
| ------------------ | --------------- | --------------------------------------------------------------------- | ------------------------------------------------------------- |
| 7PQ 2074           | 8 ottobre 1956  | Giuseppe Lugo                                                         | La mia canzone al vento/Dimmi che il mio amore sei tu         |
| 7PQ 2102           | 21 ottobre 1957 | Proff. d'Orchestra del Teatro alla Scala diretti dal M° Franco Ghione | L'amico Fritz-Intermezzo/Silvano (ricostruzione tecnica 1957) |

### 45 giri - Serie 7MQ
| Numero di catalogo | Anno                      | Interprete                                                     | Titoli                                                                                   |
| ------------------ | ------------------------- | -------------------------------------------------------------- | ---------------------------------------------------------------------------------------- |
| 7MQ 1013           | 1956                      | Barimar e il suo Complesso                                     | Aprite le finestre/La colpa fu                                                           |
| 7MQ 1015           | 20 giugno 1956            | L'Allegra Brigata                                              | La Spagnola/La Matchiche                                                                 |
| 7MQ 1024           | 11 ottobre 1956           | Gian Mario Guarino e la sua Orchestra                          | Valzer delle candele (Candlelight waltz)/Bianco Natale (White Christmas)                 |
| 7MQ 1054           | 1957                      | Sergio Bruni                                                   | Maruzzella/T'aspetto 'e nove                                                             |
| 7MQ 1056           | 1957                      | Sergio Bruni                                                   | Sciummo/Serenatella sciuè sciuè                                                          |
| 7MQ 1060           | 30 ottobre 1957           | Barimar e il suo Complesso                                     | Valzer di mezzanotte/Speranze perdute (Espoirs perdus)                                   |
| 7MQ 1070           | 1958                      | Sergio Bruni                                                   | Maliziusella/Lusingame                                                                   |
| 7MQ 1072           | 1958                      | Cristina Jorio                                                 | Mille volte/Cos'è un bacio                                                               |
| 7MQ 1083           | 1958                      | Cristina Jorio                                                 | Il tempo si è fermato/Passa una nuvola in ciel                                           |
| 7MQ 1089           | 1958                      | Cristina Jorio                                                 | Addio amore/Il sole nel cuore                                                            |
| 7MQ 1093           | 1958                      | Cristina Jorio                                                 | Giorgio del lago Maggiore/Melodia d'amore                                                |
| 7MQ 1094           | 1958                      | Cristina Jorio                                                 | Bonjour tristesse/Dolce abitudine                                                        |
| 7MQ 1104           | 1958                      | Cristina Jorio                                                 | 'o calippese napulitano/Voglio a 'tte                                                    |
| 7MQ 1105           | 1958                      | Sergio Bruni                                                   | Suonno a marechiare/Vurria                                                               |
| 7MQ 1110           | 24 giugno 1958            | L'Allegra Brigata                                              | 'Na risatella/L'usignolo felice                                                          |
| 7MQ 1116           | 1958                      | Cristina Jorio                                                 | La tromba del bistrò/Fin quando t'amerò                                                  |
| 7MQ 1124           | 1958                      | Cristina Jorio                                                 | Canzone gitana/Buenas noches mi amor                                                     |
| 7MQ 1128           | 1958                      | Cristina Jorio                                                 | Storia di un amore/Con tutto il cuore                                                    |
| 7MQ 1129           | 24 settembre 1958         | Secondo Casadei e la sua Orchestra                             | Romagna Mia/Atomica N.3                                                                  |
| 7MQ 1147           | 1958                      | Barimar                                                        | Con tutto il cuore/Rome by night                                                         |
| 7MQ 1149           | 14 novembre 1958          | Barimar e l'Allegra Brigata                                    | Principino... bel cavallino/Oh Lola                                                      |
| 7MQ 1158           | 29 dicembre 1958          | Riccardo Rauchi!Riccardo Rauchi e il suo Complesso             | Patricia/Storia di un amore (Historia de un amor)                                        |
| 7MQ 1162           | 1958                      | Gigi Stok                                                      | Ciribiribin-Cielito lindo/La quadriglia di famiglia-A Tripoli                            |
| 7MQ 1163           | 15 dicembre 1958          | Gigi Stok                                                      | Burrasca/Cesarina                                                                        |
| 7MQ 1172           | 1959                      | Luciano Virgili                                                | Adorami/Io sono il vento                                                                 |
| 7MQ 1175           | 7 gennaio 1959            | Cristina Jorio                                                 | Conoscerti/Nè stelle nè mare                                                             |
| 7MQ 1179           | 1959                      | Cristina Jorio                                                 | Tua/Così...così...                                                                       |
| 7MQ 1193           | 1959                      | Sergio Bruni                                                   | Giacca rossa/Ammore amaro                                                                |
| 7MQ 1197           | 1959                      | Cristina Jorio                                                 | Mia cara Venezia/Tutto quello che ho                                                     |
| 7MQ 1205           | 1959                      | Gigi Stok                                                      | Elettrico/Armonica indiavolata                                                           |
| 7MQ 1208           | 1959                      | Coro Alpino La Grangia                                         | Il cacciator del bosco/A Turin a la reusa bianca                                         |
| 7MQ 1217           | 1959                      | Cristina Jorio                                                 | Piangeva tra la folla/Tu senza di me                                                     |
| 7MQ 1223           | 1959                      | Cristina Jorio                                                 | Per vivere/Silezioso amore                                                               |
| 7MQ 1224           | 1959                      | Tony Renis                                                     | Nessuno al mondo/Addio Maria                                                             |
| 7MQ 1225           | 1959                      | Elly Gilioli                                                   | Il ragazzo della porta accanto/Noi siamo                                                 |
| 7MQ 1226           | 30 aprile 1959            | Bruno Martino                                                  | T'aspetterò da me/Chica Cha Cha Cha                                                      |
| 7MQ 1229           | 13 maggio 1959            | Tony Renis                                                     | Morir D'amor/Ti prego, amore                                                             |
| 7MQ 1230           | 1959                      | Cristina Jorio                                                 | Da quanto t'amo/Beguine In Blue                                                          |
| 7MQ 1231           | 16-19 maggio 1959         | Luciano Virgili                                                | Se tu sapessi/Gli zingari                                                                |
| 7MQ 1244           | 1959                      | Sergio Bruni                                                   | Vieneme 'nzuonno/Sarrà...chi sa?                                                         |
| 7MQ 1252           | 1959                      | Lata Mangeshkar                                                | Aye Malik Tere Bande Hum/Main Jagoon Tu Soja dal film Due occhi, dodici mani             |
| 7MQ 1257           | 1959                      | Luciano Virgili                                                | Munasterio 'e Santa Chiara/Voce 'e notte!                                                |
| 7MQ 1266           | 1959                      | Barimar                                                        | Guarda che luna/Frennesia                                                                |
| 7MQ 1268           | 15 luglio 1959            | Cristina Jorio                                                 | Il tempo dei dolci sospiri/Sono tutta un fremito                                         |
| 7MQ 1271           | 1959                      | Tony Renis                                                     | Romanzo D'Amore(The story of my love)/Io devo!                                           |
| 7MQ 1272           | 1959                      | Cristina Jorio                                                 | Sono tutta un fremito/Ho conosciuto un angelo                                            |
| 7MQ 1283           | 1959                      | Fred Buscaglione                                               | Pretty Eyed Baby/C'est la vie                                                            |
| 7MQ 1286           | 1959                      | Sergio Bruni                                                   | 'o zampugnaro 'nnammurato/Nuttata 'e sentimento                                          |
| 7MQ 1290           | 1º e 20 ottobre 1959      | Tony Renis                                                     | In te.../Non ti potrò scordar...                                                         |
| 7MQ 1293           | 20 ottobre 1959           | Elly Gilioli                                                   | A cuore a cuor/Rubare                                                                    |
| 7MQ 1294           | 1959                      | Bruno Martino                                                  | Draculino/Por dos besos                                                                  |
| 7MQ 1305           | 26 ottobre 1959           | Tony Renis                                                     | Finché vivrò/So e amo                                                                    |
| 7MQ 1310           | 1959                      | Sergio Bruni                                                   | Mille vase/Chianu chianu                                                                 |
| 7MQ 1316           | 1959                      | Sergio Bruni                                                   | Si ce lassammo/Core a core cu nu raggio 'e luna                                          |
| 7MQ 1317           | 1959                      | Sergio Bruni                                                   | Marenarella/'A piante 'e rose                                                            |
| 7MQ 1328           | 20 novembre 1959          | Tony Renis e I Discoboli                                       | Grido/La tua mano                                                                        |
| 7MQ 1343           | 1959                      | Elly Gilioli                                                   | E' tanto bello/C'è                                                                       |
| 7MQ 1349           | 18 gennaio 1960           | Sergio Bruni                                                   | Il mare/È mezzanotte                                                                     |
| 7MQ 1350           | 18 gennaio 1960           | Sergio Bruni                                                   | Il mare/Incandescente                                                                    |
| 7MQ 1351           | 18 gennaio 1960           | Sergio Bruni                                                   | È mezzanotte/Stranamente                                                                 |
| 7MQ 1354           | 1960                      | Elly Gilioli                                                   | Splende l'arcobaleno/Amore senza sole                                                    |
| 7MQ 1379           | 15 aprile 1960            | Tony Renis (sul lato A)/Tony Renis e I Discoboli (sul lato B)  | Tenerezza/Cuore in blue jeans                                                            |
| 7MQ 1398           | 1º giugno 1960            | Gigi Stok                                                      | Valzer di Pinerolo/Millecento                                                            |
| 7MQ 1406           | 1960                      | Sergio Bruni                                                   | Serenata a Mergellina/'a fata d' 'e suonne                                               |
| 7MQ 1407           | 1960                      | Sergio Bruni                                                   | Segretamente/Ce steva 'a luna                                                            |
| 7MQ 1461           | 12 luglio 1960            | Bruno Martino                                                  | Odio l'estate/Brr... che freddo!                                                         |
| 7MQ 1467           | 1960                      | Sergio Bruni                                                   | Pulicenella a Napule/Dammuncella                                                         |
| 7MQ 1471           | 13 luglio 1960            | Tony Renis (sul lato A)/ Tony Renis e I Discoboli (sul lato B) | Tenerezza/Non dire I "I CRY"                                                             |
| 7MQ 1475           | 1960                      | Sergio Bruni                                                   | Piscaturella/Buon anno...buona fortuna                                                   |
| 7MQ 1477           | 1960                      | Sergio Bruni                                                   | Comme facette mammeta/La palommella                                                      |
| 7MQ 1478           | 22 ottobre 1960           | Sergio Bruni                                                   | Comme 'o zuccaro/Dduie paravise                                                          |
| 7MQ 1500           | 9 maggio 1958             | Luciano Virgili                                                | La Paloma (La colomba)/Princesita                                                        |
| 7MQ 1501           | 30 settembre 1958         | Luciano Virgili                                                | Italia mia/Addio, sogni di gloria!...                                                    |
| 7MQ 1509           | 21 dicembre 1960          | Luciano Virgili                                                | Tu che non sai amare!/L'Arlecchino gitano                                                |
| 7MQ 1513           | 2 gennaio 1961            | Gigi Stok                                                      | Battagliero/Adios pampa mia                                                              |
| MQ 1525            | 1961                      | Tony Renis                                                     | Pozzanghere/Lei                                                                          |
| MQ 1528            | 1961                      | Sergio Bruni                                                   | Carolina, dai!/Il mio domani                                                             |
| MQ 1547            | 1961                      | Dario Campeotto                                                | Mio dolce amore/Angelique                                                                |
| MQ 1559            | 1961                      | Paolo Bacilieri                                                | Acqua e sapone/M'abituerò                                                                |
| MQ 1563            | 1961                      | Gelu                                                           | Perché non sono un angelo (Porque No Soy Un Angel)/Valentino in esp                      |
| MQ 1573            | 8 maggio 1961             | Luciano Virgili                                                | E' ancora inverno/Fontane                                                                |
| MQ 1578            | 1961                      | Tony Renis                                                     | Dedica/Anch'io                                                                           |
| MQ 1580            | 18 maggio 1961            | I Barimar's canta Pino Presti                                  | Cuore napoletano/Strip-tease Tango                                                       |
| MQ 1588            | 1961                      | Luciano Virgili                                                | Finestra accesa/Qualcuno verrà                                                           |
| 7MQ 1590           | 1961                      | Gigi Stok                                                      | Il valzer di mezzanotte/Speranze perdute                                                 |
| 7MQ 1626           | 1961                      | Sergio Bruni                                                   | Dint' 'a sta lacrema/Mare verde                                                          |
| 7MQ 1627           | 1961                      | Sergio Bruni                                                   | Pittore celebre/Scugnizza caprese                                                        |
| 7MQ 1637           | 1961                      | Sergio Bruni                                                   | 'o cappotto/Inferno                                                                      |
| 7MQ 1640           | 1961                      | Sergio Bruni                                                   | Settembre cu mme/Cunto 'e lampare                                                        |
| 7MQ 1648           | 1961                      | Sergio Prandelli                                               | Avvicinati/40 chitarre                                                                   |
| 7MQ 1657           | 30 novembre 1961          | Tony Renis                                                     | Piccolo indiano/15 anni                                                                  |
| 7MQ 1668           | 1961                      | Sergio Prandelli                                               | Nell'arco del cielo/Solo una volta                                                       |
| 7MQ 1672           | 1961                      | Sergio Bruni                                                   | Paese mio/Napule Napule Na'                                                              |
| MQ 1683            | 1962                      | Gigi Stok                                                      | Olindo/Valzer del cigno                                                                  |
| MQ 1688            | 31 gennaio 1962           | Sergio Bruni                                                   | Gondolì gondolà/Ti penserò                                                               |
| MQ 1689            | 31 gennaio 1962           | Tony Renis                                                     | Quando quando quando/Blu                                                                 |
| 7MQ 1703           | 1962                      | Guly Zolesi                                                    | Padre Nuestro/Quince Años Tiene Mi Amor                                                  |
| 7MQ 1708           | 1962                      | Tony Renis                                                     | Tango per favore/Amor amor amor                                                          |
| 7MQ 1712           | 1962                      | Ines Taddio                                                    | Viva l'amor/Mandolini sul mare (Mandolinen der liebe)                                    |
| 7MQ 1724           | 1962                      | Sergio Prandelli                                               | Domani ti telefono/Ballata di una chitarra                                               |
| 7MQ 1728           | 1962                      | Achille Togliani                                               | Piccola butterfly/Primo amore                                                            |
| 7MQ 1729           | 1962                      | Sergio Bruni                                                   | Durmi'/Tutt' 'e strade                                                                   |
| 7MQ 1731           | 1962                      | Sergio Bruni                                                   | Chiove/Funtana all'ombra                                                                 |
| 7MQ 1739           | 1962                      | Sergio Prandelli                                               | Twist sotto la luna/Free me                                                              |
| 7MQ 1746           | 1962                      | Bruno Martino                                                  | It's the madison time/Holly golly madison                                                |
| 7MQ 1747           | 1962                      | Sergio Bruni                                                   | 'o surdato 'nnammurato/Lacreme napulitane                                                |
| 7MQ 1770           | 1962                      | Bruno Martino                                                  | Bi-di bi-di (abbracciami così), Precipitevolissimevolmente                               |
| 7MQ 1771           | 1962                      | Cliff Richard                                                  | L'edera/'na voce, 'na chitarra e 'o poco 'e luna                                         |
| 7MQ 1774           | 7 gennaio 1963            | Gigi Stok fisarmonica e ritmi                                  | Adios muchachos/Recital tango                                                            |
| 7MQ 1776           | 29 gennaio 1963           | Tony Renis                                                     | Perché perché/Gli innamorati sono angeli                                                 |
| 7MQ 1777           | Gennaio 1963              | Tony Renis                                                     | Uno per tutte/Le ciliege                                                                 |
| 7MQ 1778           | Gennaio 1963              | Sergio Bruni                                                   | Sull'acqua/Cavalcata                                                                     |
| MQ 1779            | Gennaio 1963              | Sergio Bruni                                                   | Un cappotto rivoltato/Un letto di sabbia                                                 |
| MQ 1780            | 1963                      | Luciano Virgili                                                | Addormentarmi così/Amore baciami                                                         |
| MQ 1781            | 1963                      | Luciano Virgili                                                | Venezia, la luna e tu/Parlami sotto le stelle                                            |
| MQ 1786            | 1963                      | Sergio Prandelli                                               | Ma non che non ci credo/Dal primo giorno                                                 |
| MQ 1791            | 1963                      | Lydia MacDonald                                                | Ancora un po/Sette giorni a Roma                                                         |
| MQ 1810            | 1963                      | Riccardo Rauchi                                                | Relax/La mia dedica                                                                      |
| MQ 1814            | 1963                      | Bruno Martino                                                  | Roma nun fa la stupida/Papeté Tamuré                                                     |
| MQ 1816            | 1963                      | Bruno Martino                                                  | Cos'hai trovato in lui/Forse                                                             |
| 7MQ 1820           | Agosto 1963               | Kyū Sakamoto                                                   | Sukiyaki/Anoko no                                                                        |
| 7MQ 1831           | 3 settembre 1963          | Sergio Bruni                                                   | 'E cancelle/'A varca a vela                                                              |
| 7MQ 1842           | 1963                      | Bruno Martino                                                  | I ladri/C'incontreremo a Modena                                                          |
| MQ 1867            | Gennaio 1964              | Tony Renis                                                     | Sorrisi di sera/Ti chiedo scusa                                                          |
| MQ 1878            | 1964                      | Paola Penni                                                    | Non m'illudo più/Au revoir                                                               |
| 7MQ 1882           | 24 marzo e 1º aprile 1964 | Tony Renis                                                     | Baciamoci signorina/Non sei Mariù stasera                                                |
| MQ 1884            | 1964                      | Vanna Brosio                                                   | Come mio padre/Sulla spiaggia non si può                                                 |
| MQ 1887            | 1964                      | I Barimar's                                                    | Afrikan surf/Safari twist                                                                |
| MQ 1888            | 1964                      | Paola Penni                                                    | Solamente un'amicizia/Mare contro mare                                                   |
| MQ 1889            | 11 maggio 1964            | Salvatore Adamo                                                | Vous permettez Monsieur? (Vous permettez,Monsieur?)/Non voglio nascondermi (Car je veux) |
| MQ 1891            | 1964                      | Paki & Paki                                                    | Lascia stare Susy/L'aureola                                                              |
| MQ 1903            | 1964                      | Gilbert Bécaud                                                 | Morire a Capri/Toi                                                                       |
| MQ 1906            | 1964                      | Sonia e le Sorelle                                             | Se mi lascio baciar/Non ti accorgi di me                                                 |
| MQ 1911            | 1964                      | Salvatore Adamo                                                | Cade la neve (Tombe la neige)/Lascia dire (Laissons dire)                                |
| MQ 1925            | 1964                      | Vanna Brosio                                                   | Non rispondo di me/Ed ora te ne vai                                                      |
| MQ 1931            | 1964                      | Paki & Paki                                                    | Ragazzi come noi/Non fermarti                                                            |
| MQ 1935            | 1964                      | Luciano Virgili                                                | Spazzacamino/Muraglie                                                                    |
| MQ 1936            | 1964                      | Luciano Virgili                                                | Soldatini di ferro/Lo studente passa                                                     |
| MQ 1941            | 1964                      | Sonia e le Sorelle                                             | Non sei più niente per me/Bianco, rosso, giallo, rosa                                    |
| MQ 1942            | 1964                      | Marisa Solinas                                                 | Devi imparare/Le tue care dolci cose                                                     |
| MQ 1946            | 1965                      | Dúo Dinámico                                                   | Un'estate senza te/Desillusion                                                           |
| MQ 1947            | 1965                      | Salvatore Adamo                                                | Dolce Paola/Pazienza                                                                     |
| MQ 1949            | 1965                      | Paki & Paki                                                    | Allegria!/Dicono                                                                         |
| MQ 1952            | 1965                      | Milly                                                          | Passa la ronda/Scettico blues                                                            |
| MQ 1953            | 1965                      | Milly                                                          | Donna e giornale/La signora di trent'anni fa                                             |
| MQ 1955            | 1965                      | Yvar Sauna Orchestra                                           | Letkiss/Let's kiss again                                                                 |
| MQ 1958            | 24 febbraio 1965          | Marisa Solinas                                                 | Per un'ipotesi/Vestita di lino                                                           |
| MQ 1971            | 1965                      | Salvatore Adamo                                                | La notte (La nuit)/Non sei tu (Si jamais)                                                |
| MQ 1973            | 1965                      | Sonia e le Sorelle                                             | Sulla sabbia c'era lei/Tutto quello che piace a me                                       |
| MQ 1996            | 1965                      | Giorgio Gaslini                                                | Un amore/Tema di Laide                                                                   |
| 7MQ 1999           | 1965                      | Dina Cubinelli                                                 | Quando tu vorrai/Non conti più niente                                                    |
| MQ 2000            | 1965                      | Sonia e le Sorelle                                             | La ragazza può fare/No, ragazzo, no                                                      |
| MQ 2007            | 29 ottobre 1965           | Salvatore Adamo                                                | Non mi tenere il broncio (mes mains sur tes hanches)/Lei (Elle)                          |
| MQ 2008            | 1965                      | Paki & Paki                                                    | Non dirmi no/Il gioco dell'amore                                                         |
| MQ 2014            | 1965                      | Rino Adipietro                                                 | Claudia/Virginie                                                                         |
| MQ 2025            | 1966                      | Salvatore Adamo                                                | Amo (J'aime)/Al nostro amore (Sonnet pour notre amour)                                   |
| MQ 2035            | 1966                      | I Royals                                                       | Una porta chiusa/La nostra vita                                                          |
| MQ 2036            | 1966                      | Sonia e le Sorelle                                             | Lo faccio per amore/Un colpo di sole                                                     |
| MQ 2040            | 1966                      | Paki & Paki & i Nuovi Angeli                                   | L'ora più lunga/Mai e mai crederò                                                        |
| MQ 2045            | 1966                      | Cristina Jorio                                                 | Amo Parigi/Cobra                                                                         |
| MQ 2046            | 1966                      | Cristina Jorio                                                 | Incontro a Parigi/L'ultima volta che vidi Parigi                                         |
| MQ 2050            | 1966                      | Cristina Jorio                                                 | La cosa più bella/Ho conosciuto un angelo                                                |
| MQ 2054            | 1966                      | Johnny e i Marines                                             | Voglio scriverti una lettera/Prima vieni da me                                           |
| MQ 2055            | 1966                      | Jean Claude Pascal                                             | Nata libera/Noi gli innamorati                                                           |
| MQ 2061            | 1966                      | Lello Caravaglios                                              | Lucia/Lassame sta a' Maria                                                               |
| MQ 2062            | 1966                      | Sonia e le Sorelle                                             | Un riparo per noi/Lo faccio per amore                                                    |
| MQ 2063            | 1966                      | Al Bano                                                        | Quando il sole chiude gli occhi/Il mondo dei poveri                                      |
| MQ 2067            | 8 ottobre 1966            | Salvatore Adamo                                                | Una ciocca di capelli (une mèche de cheveux)/Se mai (ton nom)                            |
| MQ 2073            | 1967                      | Al Bano                                                        | Io di notte/Bianca di luna                                                               |
| MQ 2074            | 1967                      | Jenny Luna                                                     | Il mondo nei tuoi occhi/Ritornerei                                                       |
| MQ 2082            | 1967                      | Jenny Luna                                                     | Di qui/Col tempo che fa                                                                  |
| MQ 2085            | 1967                      | Al Bano                                                        | Nel sole/Pensieri "P" 33                                                                 |
| MQ 2086            | 1967                      | Paul Jones                                                     | I've been a bad, bad boy/Sonny Boy Williamson                                            |
| MQ 2087            | 3 aprile 1967             | Salvatore Adamo                                                | Inch'Allah (se Dio vuole)/Insieme                                                        |
| MQ 2088            | 1967                      | Sonia                                                          | Mama/Mondo mondo                                                                         |
| MQ 2089            | 1967                      | I Royals                                                       | Io non saprò/Ieri, oggi, domani                                                          |
| MQ 2096            | 1967                      | Rey Anton                                                      | Hey tu.../Solamente io e te                                                              |
| MQ 2098            | 1967                      | Sergio Bruni                                                   | Mia/Primma ca tu nascive                                                                 |
| MQ 2102            | 7 settembre 1967          | Cino Benci                                                     | Giulia/Il progresso                                                                      |
| MQ 2103            | 21 settembre 1967         | Al Bano                                                        | L'oro del mondo/Io ho te                                                                 |
| MQ 2104            | 1968                      | Sonia                                                          | Gianni/Qui                                                                               |
| MQ 2117            | 1968                      | Gitte                                                          | Amo Johnny/Parla                                                                         |
| MQ 2118            | 1968                      | Le Sorelle                                                     | Salomone pirata pacioccone/Geo e Gea                                                     |
| MQ 2121            | 1968                      | Lucia Altieri                                                  | Chiove/L'addio                                                                           |
| MQ 2122            | 1968                      | Al Bano                                                        | La siepe/Caro, caro amore                                                                |
| MQ 2125            | 15 marzo 1968             | Sergio Bruni                                                   | Mandulino, ammore mio/La luna                                                            |
| MQ 2126            | 1968                      | Sonia                                                          | Cammino sulle nuvole/Ascoltatemi                                                         |
| MQ 2127            | 1968                      | Salvatore Adamo                                                | Affida una lacrima al vento/Vorrei fermare te                                            |
| MQ 2129            | 9 aprile 1968             | Al Bano                                                        | Il ragazzo che sorride/Musica                                                            |
| MQ 2130            | 1968                      | Francesco Guccini                                              | Un altro giorno è andato/Il bello                                                        |
| MQ 2135            | 1968                      | Jenny Luna                                                     | Hai voglia a dire che.../Dillo subito                                                    |
| MQ 2136            | 1º luglio 1968            | Sergio Bruni                                                   | Bandiera bianca/Nun dirme addio                                                          |
| MQ 2137            | 1º luglio 1968            | Sergio Bruni                                                   | Serenata azzurra/Canzona napulitana                                                      |
| MQ 2139            | 1968                      | Salvatore Adamo                                                | La Tua Storia è Una Favola/Un Anno Fa                                                    |
| MQ 2140            | 1968                      | Sonia                                                          | Tanti auguri amore/Johnny guitar                                                         |
| MQ 2143            | 1968                      | I Royals                                                       | Mrs. Robinson/Le stelle del cielo                                                        |
| MQ 2149            | 22 novembre 1968          | Salvatore Adamo                                                | Tu somigli all'amore/Domani sulla luna                                                   |
| MQ 2150            | 1968                      | Le Sorelle                                                     | Olivella e Mariarosa/Giro girotondo                                                      |
| MQ 2151            | 10 dicembre 1968          | Al Bano                                                        | Mattino/Vecchio Sam                                                                      |
| MQ 2153            | 1969                      | Sonia                                                          | Non c'è che lui/Due mani, due ali                                                        |
| MQ 2155            | 1969                      | Al Bano                                                        | Pensando a te/Sensazione                                                                 |
| MQ 2160            | 1969                      | Cino Benci                                                     | Vai/Attacco d'amore per Tiggy                                                            |
| MQ 2167            | 1969                      | Al Bano                                                        | Bianco Natale/Mille cherubini in coro                                                    |
| MQ 2168            | 1969                      | Al Bano                                                        | Mezzanotte d'amore/Mirella                                                               |